# Maret Grothues
Maret Balkestein-Grothues (Almelo, 16 settembre 1988) è una pallavolista olandese, schiacciatrice del Panathīnaïkos.

## Carriera

### Club
Maret Grothues inizia a giocare a pallavolo nel 1996 entrando nelle giovanile del Krekkers; nel 2004 entra tra i professionisti facendo il suo esordio nel massimo campionato olandese con la squadra del Pollux, con la quale resta per due stagioni, per poi passare al Longa'59, dove rimane altre due annate, senza ottenere risultati di rilievo. Nel campionato 2008-09, viene ingaggiata dal Martinus, fuso in seguito con l'AMVJ per formare il TVC Amstelveen: in tre anni vince per due volte sia il campionato, sia la coppa nazionale che la Supercoppa.
Nella stagione 2011-12 passa alla squadra italiana del Parma, in Serie A1, mentre la stagione successiva, resta nello stesso campionato, passando alla neopromossa Cuatto Giaveno, anche se a metà annata viene ceduta alla Lokomotiv Baku. Nel campionato 2013-14 viene ingaggiata dal RC Cannes, nella Ligue A francese, con cui vince la Coppa di Francia 2013-14 e due scudetti.
Nel campionato 2015-16 si trasferisce nella Liga Siatkówki Kobiet, vestendo la maglia dell'Atom Trefl Sopot. Lascia la Polonia nel campionato seguente, quando fa ritorno nella massima divisione italiana col Neruda di Bronzolo: tuttavia interrompe il rapporto con la società nel mese di dicembre 2016, quando si accasa al Fenerbahçe, nella Sultanlar Ligi turca, dove conclude la stagione, conquistando la Coppa di Turchia e lo scudetto.
È nella Liga Siatkówki Kobiet polacca per il campionato 2017-18, questa volta con il Chemik Police, ma nel corso dell'annata si trasferisce al Casalmaggiore, in Serie A1, mentre nel campionato seguente viene ingaggiata dal club rumeno del CSM Bucarest, nella Divizia A1.
Nella stagione 2019-20 si accasa all'Aydın BB, in Sultanlar Ligi: dopo un biennio con le turche, per l'annata 2021-22 viene ingaggiata dal Panathīnaïkos, nella Volley League greca dove si aggiudica campionato e coppa nazionale.

### Nazionale
Nel 2008 riceve le prime convocazioni in nazionale, con la quale vince la medaglia d'argento al campionato europeo 2009. Nel 2010, al campionato mondiale, viene premiata come migliore servizio del torneo. In seguito si aggiudica la medaglia d'argento campionato europeo 2015 e 2017, inframezzate dal bronzo al World Grand Prix 2016.
Indossa per l'ultima volta la maglia Orange in occasione del campionato europeo 2021, ufficializzando il suo addio alla nazionale il 1º agosto 2022.

## Palmarès

### Club
- Campionato olandese: 2

2008-09, 2009-10
- Campionato francese: 2

2013-14, 2014-15
- Campionato turco: 1

2016-17
- Campionato greco: 1

2021-22
- Coppa dei Paesi Bassi: 2

2008-09, 2009-10
- Coppa di Francia: 1

2013-14
- Coppa di Turchia: 1

2016-17
- Coppa di Grecia: 1

2021-22
- Supercoppa olandese: 2

2008, 2009

### Nazionale (competizioni minori)
- Piemonte Woman Cup 2010
- Montreux Volley Masters 2015

### Premi individuali
- 2010 - Campionato mondiale: Miglior servizio
- 2014 - Ligue A: Miglior schiacciatrice
- 2022 - Volley League: MVP